# 눈 나리는 밤 (1958년 영화)
"눈 나리는 밤"은 1958년에 개봉한 대한민국의 영화이다.

## 캐스팅
- 전옥
- 장훈
- 최명수
- 허장강
- 윤신옥
- 구봉서
- 배숙자
- 성광현
- 남춘역
- 조항
- 변기종
- 엄앵란
- 백미영